# Bruno Gombi
Bruno Gombi (Minerbio, 9 maggio 1916 – Cremona, 28 aprile 2001) è stato un politico e partigiano italiano.

## Biografia
Si era da pochi anni diplomato all'Istituto magistrale quando, nel 1939, era entrato nel Partito comunista clandestino.
L'annuncio dell'armistizio lo vide subito impegnato nella lotta armata, come organizzatore delle prime formazioni partigiane e come membro del Comando piazza di Modena. Gombi si spostò successivamente nel Veneto, dove combatté nella Divisione Garibaldi "Nino Nannetti", operante nel Bellunese.
Il giovane dirigente comunista prese parte all'insurrezione popolare di Padova e fu membro del CLN della città. Dopo la Liberazione, ebbe incarichi di rilievo nelle organizzazioni comuniste del Veneto e della Lombardia, per passare poi alla segreteria della Federazione di Cremona del PCI.
Eletto al Senato della Repubblica Italiana nella terza Legislatura repubblicana, Gombi si occupò soprattutto di problemi dell'agricoltura per dedicarsi, poi, a quelli delle infrastrutture quando divenne deputato. È sepolto a Cremona, divenuta la sua città.